# Angustia
Angustia är ett släkte av tvåvingar. Angustia ingår i familjen parasitflugor.
Kladogram enligt Catalogue of Life:
| Angustia | \| \| Angustia angustivitta \| \| \| \| \| \| Angustia pallens \| \| \| \| |
|          | \| \| Angustia angustivitta \| \| \| \| \| \| Angustia pallens \| \| \| \| |
|          | Angustia angustivitta                                                      |
|          |                                                                            |
|          | Angustia pallens                                                           |
|          |                                                                            |